# Hermann Lorenz (Henker)

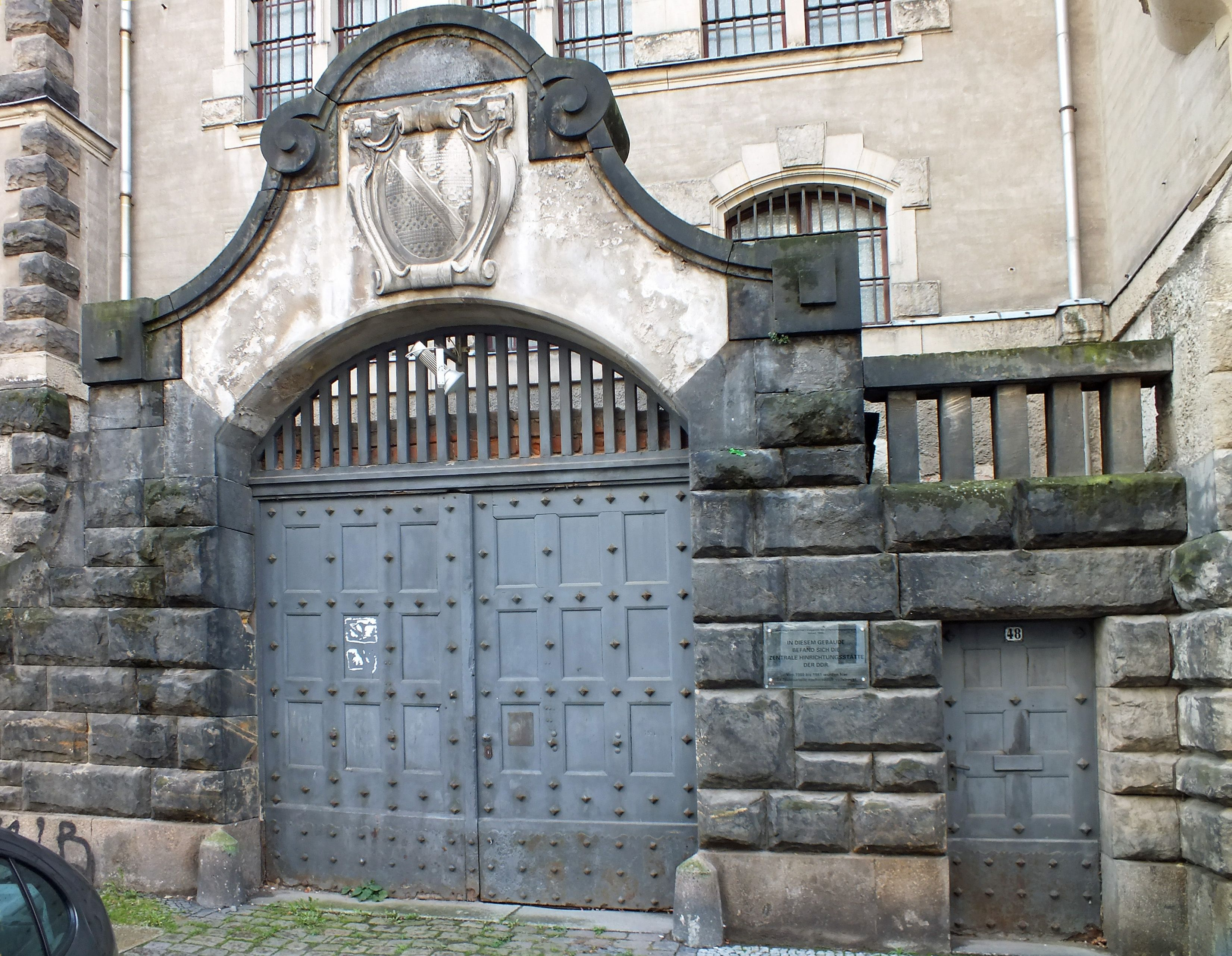
Eingang zur zentralen Hinrichtungsstätte der DDR in Leipzig

Hermann Lorenz (* 2. August 1928 in Neudek, Tschechoslowakei; † 2001 in Leipzig) war ein Offizier im Organ Strafvollzug des Ministeriums des Inneren (MdI) der DDR und deren letzter Henker.
Lorenz versah seinen Dienst überwiegend in der Strafvollzugseinrichtung Leipzig. In der dort untergebrachten zentralen Hinrichtungsstätte der DDR vollzog er zwischen 1969 und 1981 die letzten 20 Hinrichtungen auf deutschem Boden, die meisten davon wegen Mordes, einige wegen Spionage oder Verbrechen gegen die Menschlichkeit. Die beiden letzten Todesurteile vollstreckte Lorenz als Hauptmann des Strafvollzugs und Abteilungsleiter der Strafvollzugseinrichtung Leipzig, als er am 18. Juli 1980 den Ex-Fregattenkapitän im NVA-Nachrichtendienst Winfried Baumann durch unerwarteten Nahschuss mit seiner P 38 und am 26. Juni 1981 den rechtswidrig wegen angeblich vollendeter Spionage und versuchter Fahnenflucht verurteilten MfS-Hauptmann Werner Teske hinrichtete.
Lorenz galt als sorgfältiger, pflichtbewusster und überpünktlicher Abteilungsleiter seiner Strafanstalt. Er bekam für jede Hinrichtung 200 Mark, seine Helfer je 125 Mark. Nur Anstaltsleiter Hugo Friedrich war in Lorenz’ Tätigkeit eingeweiht.
Lorenz trat 1980 aus gesundheitlichen Gründen als Major in den Ruhestand, den er jedoch für seine letzte Hinrichtung 1981 kurzzeitig unterbrach. Die Todesstrafe in der DDR wurde 1987 abgeschafft.
Nach der Wende äußerte sich Lorenz mehrfach in Interviews und vor der Kamera zu seiner Tätigkeit, so 1991 gegenüber Roger Willemsen. Dieses Interview ist zu Teilen in dem Film Henker – Der Tod hat ein Gesicht, einer Dokumentation von Jens Becker und Gunnar Dedio (2001), zu sehen.